# Бік'ян
Бік'я́н (рос. Бикъян, башк. Бикйән) — присілок у складі Зілаїрського району Башкортостану, Росія. Входить до складу Верхньогалеєвської сільської ради.
Населення — 29 осіб (2010; 52 в 2002).
Національний склад:
- башкири — 100%